# Boliche nos Jogos Sul-Americanos de 2022
As competições de boliche' nos Jogos Sul-Americanos de 2022 em Assunção, Paraguai, estão programadas para serem realizadas entre 9 e 12 de outubro de 2022 no Strike Bowling.

## Calendário
O calendário da competição é o seguinte:
| P | Rodada preliminar | F | Final |

| DataEvento           | Dom 9 | Seg 10 | Seg 10 | Ter 11 | Qua 12 | Qua 12 |
| -------------------- | ----- | ------ | ------ | ------ | ------ | ------ |
| Individual masculino |       |        |        | P      | P      | F      |
| Duplas masculinas    | P     | P      | F      |        |        |        |
| Individual feminino  |       |        |        | P      | P      | F      |
| Duplas femininas     | P     | P      | F      |        |        |        |

## Resumo de medalhas

### Quadro de medalhas
*   país anfitrião (PAR Paraguai)
| Pos.               | País               | Ouro | Prata | Bronze | Total |
| ------------------ | ------------------ | ---- | ----- | ------ | ----- |
| 1                  | ARU Aruba          | 2    | 0     | 0      | 2     |
| 2                  | BRA Brasil         | 1    | 1     | 0      | 2     |
| 3                  | PER Peru           | 1    | 0     | 0      | 1     |
| 4                  | COL Colômbia       | 0    | 3     | 3      | 6     |
| 5                  | VEN Venezuela      | 0    | 0     | 2      | 2     |
| 6                  | ARG Argentina      | 0    | 0     | 1      | 1     |
| 6                  | ECU Equador        | 0    | 0     | 1      | 1     |
| 6                  | PAN Panamá         | 0    | 0     | 1      | 1     |
| Total (8 entradas) | Total (8 entradas) | 4    | 4     | 8      | 16    |

### Medalhistas
| Evento               | Ouro                                      | Prata                                          | Bronze                                       |
| -------------------- | ----------------------------------------- | ---------------------------------------------- | -------------------------------------------- |
| Individual masculino | Kenny Kishimoto PER Peru                  | Jaime González COL Colômbia                    | Raúl Ayala ECU Equador                       |
| Individual masculino | Kenny Kishimoto PER Peru                  | Jaime González COL Colômbia                    | Jaime Gómez COL Colômbia                     |
| Duplas masculinas    | Bruno Costa Marcelo Suartz BRA Brasil     | Jaime Gómez Jaime González COL Colômbia        | Luis Rovaina Rodolfo Monacelli VEN Venezuela |
| Duplas masculinas    | Bruno Costa Marcelo Suartz BRA Brasil     | Jaime Gómez Jaime González COL Colômbia        | Donald Lee William Duen PAN Panamá           |
| Individual feminino  | Kamilah Dammers ARU Aruba                 | Juliana Franco COL Colômbia                    | Clara Guerrero COL Colômbia                  |
| Individual feminino  | Kamilah Dammers ARU Aruba                 | Juliana Franco COL Colômbia                    | Vanesa Rinke ARG Argentina                   |
| Duplas femininas     | Abigail Dammers Kamilah Dammers ARU Aruba | Roberta Rodrigues Stephanie Martins BRA Brasil | Clara Guerrero Juliana Franco COL Colômbia   |
| Duplas femininas     | Abigail Dammers Kamilah Dammers ARU Aruba | Roberta Rodrigues Stephanie Martins BRA Brasil | Alicia Marcano Karen Marcano VEN Venezuela   |

## Participação
Doze nações participaram do boliche dos Jogos Sul-Americanos de 2022.
- ARG Argentina
- ARU Aruba
- BOL Bolívia
- BRA Brasil
- CHI Chile
- COL Colômbia
- ECU Equador
- PAN Panamá
- PAR Paraguai
- PER Peru
- URU Uruguai
- VEN Venezuela